# Закони термодинамике
Закони термодинамике су скуп од четири основна закона у термодинамици који директно следе из постулата термодинамике. 
Основни термодинамички закони су теоријска основа термодинамике. Постоје четири општа закона термодинамике чија важност не зависи од врста термодинамичких система и њихових интеракција, већ само од протока материје и енергије. 

## Нулти закон
Нулти закон термодинамике тврди да је термодинамичка равнотежа релација еквиваленције.
Ако су два термодинамичка система у равнотежи са трећим, онда су у равнотежи и међу собом.
Нулти закон се добија из нултог постулата термодинамике:
Постоје одређена стања једноставног термодинамичког система (која се називају термодинамички равнотежна стања) у којима је он потпуно одређен унутрашњом енергијом (U), запремином (V) и број честица сваке од компоненти које чине тај систем (...).

## Први закон
Први закон термодинамике се односи на одржање енергије.
Промена унутрашње енергије затвореног термодинамичког система једнака је збиру топлотне енергије додате систему и термодинамичког рада примењеног на систем.
Први закон термодинамике следи из првог постулата термодинамике:
Постоји функција (која се назива ентропија) екстензивних параметара било ког композитног система (система који се састоји од једне или више компоненти) која је дефинисана за сва термодинамички равнотежна стања и за коју ће претпостављени параметари који описују систем, у одсуству унутрашњих ограничења имати оне вредности које ће максимизовати ову функцију на многострукости ограниченој равнотежним стањима.

## Други закон
Други закон термодинамике везан је за дефиницију ентропије.
Укупна ентропија изолованог термодинамичког система се увећава до своје максималне вредности.
Други закон се добија из другог постулата термодинамике у којем се дефинише функција ентропија:
Ентропија је непрекидна, диференцијабилна и монотоно растућа функција енергије. Ентропија композитног система је адитивна функција његових подсистема. 

## Трећи закон
Трећи закон термодинамике говори о немогућности достизања апсолутне нуле температуре.
Када се систем асимптотски приближава температурној апсолутној нули ентропија тежи својој минималној вредности (нули).
Трећи закон термодинамике је последица трећег постулата:
На нултој температури (температура се дефинише као парцијални извод унутрашње енергије по ентропији, где су сви остали екстензивни параметри фиксирани) ентропија је нула.